# Aïn Témouchent
Aïn Témouchent (en arabe : عين تموشنت, en Tifinagh : ⵜⴰⵍⴰ ⵏ ⵜⵓⵛⴻⵏⵜ) est une commune algérienne de la wilaya d'Aïn Témouchent, située à l'ouest de l'Algérie, et dont elle est le chef-lieu.

## Géographie

### Situation
Aïn Témouchent est située à l'extrémité occidentale de la haute plaine du sahel oranais, dont le fond en cuvette est occupé par la grande sebkha d'Oran, se trouve à 81 km au sud-ouest d'Oran et à 504 km à l'ouest d'Alger. Le site, à mi-étape entre Oran et Tlemcen, a commandé l'édification d'une redoute militaire en 1843, qui fut le noyau de l'actuelle ville d'Aïn-Témouchent.
La ville occupe une situation privilégiée en raison de sa proximité de trois grandes villes de l'ouest de l'Algérie : Oran, Sidi Bel Abbès et Tlemcen. Grâce à cette position de carrefour, au terroir fertile qui l'entoure, la ville, créée en 1851 comme un simple centre de population de 228 feux près du poste militaire, a pu se développer rapidement, devenant le centre économique de la petite région nommée Bled-Kerkour, ou Témouchentois, puis une sous-préfecture en 1955, et un chef-lieu de wilaya en 1983.
| Sidi Ben Adda | Chaabat El Leham   | Chaabat El Leham |
| Aïn Tolba     | Aïn Témouchent     | Chentouf         |
| Aïn Kihal     | Aghlal ; Aïn Kihal | Aghlal           |

### Relief et géologie
Le centre primitif d'Aïn Témouchent est situé à une altitude moyenne de 250 m, sur un plateau dominant le confluent de l'oued Sénane et de l'oued Témouchent. Le plateau culmine au sud, séparé du lit des deux oueds par une pente rapide, et s'abaisse doucement vers le nord. La petite région qui entoure la ville est accidentée, entrecoupée de mamelons et de ravins profonds, et le terroir y est essentiellement volcanique.

### Lieux-dits et quartiers
La ville moderne est typiquement européenne. Elle se composait avant l'indépendance, en 1962, du centre-ville avec quartiers résidentiels de villas opulentes pour les Européens et d'immeubles ultra-modernes pour la classe moyenne. Les quartiers musulmans occupent pour leur part la périphérie de la ville comme Sidi Saïd ou Dyar El Mahabba. Un peu à l'écart sur la route d'Oran, se trouve le douar Gueraba (anciennement appelé village nègre) et rebaptisé plus tard cité Moulay Mustapha du nom d'un saint homme du sérail. Aujourd'hui, la ville a connu un grand développement urbain qui s'est fait au détriment de terres agricoles et de vignobles, et s'étend bien au-delà de ses frontières anciennes avec de nouveaux quartiers comme "Villas Castors" du côté de la gare ferroviaire et vers la sortie de Sidi Ben Adda (ex- Trois Marabouts).

## Toponymie
Le lieu tire son nom de l'arabe aïn (« source »), et du berbère tuccent (« la chacale »), ce qui donne « la Source de la chacale » ; en latin, on l'appelait Albulae, mais son nom ancien avant l'occupation romaine était Sufat (origine phénicienne). La "ville" fut créée en l'an 119 sous le règne de l'empereur romain Hadrien (création d'un poste militaire du nom de Proesidium-Sufative sur ordre du procurateur Seius Avitus).

## Histoire

### De l'antiquité à 1830

#### Sufat
De 1600 à 1 200 ans av. J.-C., des commerçants phéniciens transitaient et séjournaient sur le littoral temouchentois, spécialement dans la région de Béni Saf, en particulier sur l'île de Rachgoun (anciennement dénommée Cap d'Accra), où l'on retrouvera par ailleurs leurs traces et aussi à Sufat, village bâti sur les rives de l'Oued Senane, au niveau de l'actuelle cité des Jardins d'Aïn Témouchent.
Vers la fin du Ier siècle apr. J.-C., les Romains arrivent à Sufat ; ils s'y installent durablement et bâtissent des fortifications militaires pour se prémunir contre tout assaillant extérieur ;le poste militaire, compris dans la première rocade protectrice du tell au IIe siècle est nommé Proesidium Sufative, et ne cessera de se développer pour devenir la cité romaine d'Albulae (qui veut dire ville blanche), avec la présence des autochtones toujours plus nombreux dans la ville .

#### Albulae
L'Itinéraire antique dit " d'Antonin" signale une station "Ad Albulas" à 30 milles de la station "Ad Rubras" et à 13 milles de la station "Ad Dracones"(Hamam-bou-Hadjar). Dans une liste d'évêques catholiques de la Maurétanie césarienne, en 482, est mentionné Tacanus d'Albula. Il fut convoqué à Carthage en 484 par le roi Vandale Hunéric avec les autres évêques d'Afrique, et se vit signifier une condamnation à l'exil pour avoir combattu l'arianisme.
Albulae a pu être identifiée vers 1890 comme étant située à l'emplacement d'Aïn-Témouchent grâce à une inscription épigraphique, datable de l'an 300, trouvée dans les ruines romaines qui furent depuis recouvertes par les constructions de la ville d'Aïn-Témouchent.
Le plan de ces ruines, levé en 1858, montre une ville romaine de la taille d'un village, comportant deux cimetières, l'un au nord, et l'autre au sud. Les observations sur le terrain ont conduit à l'hypothèse que la ville a été détruite par un tremblement de terre suivi d'un incendie, probablement vers le VIIe siècle. Les inscriptions épigraphiques retrouvées datent de 119 (date de fondation du poste militaire nommé Proesidium sufative, renommé Albulae au IIIe siècle) à 544, dates extrêmes.

#### Csar Ibn Senane
Après l'installation de l'Islam en Afrique du nord, les écrits des auteurs arabes situent un Csar ibn Senane (Kasr Ibn Sinan) à l'emplacement d'Aïn Témouchent. Le noyau initial de la ville actuelle domine le confluent des oueds Senane et Témouchent, le premier nommé tirant son nom, ou ayant donné son nom au Csar en question.
El Bekri (1014/1094) le mentionne plusieurs fois dans sa description de l'Afrique du Nord.
- Venant d'Oran, en passant par Tensalmet, on arrive à "Djeraoua Lazizou (que l'on situe rive gauche de l'Oued el Mellah) lieu de marché qui doit son établissement à Obeidoun Ibn Sinan l'Azdadjien (du nom de la tribu berbère des Azdadja[15]). De là, on arrive à CASR IBN SINAN "le château d'Ibn Sinan[16]".
- Ce csar se trouvait à une courte distance d'une ville proche de la mer: "À l'orient d'Archgoul (Rachgoune) est située ASLEN, autre ville forte, dont l'origine remonte à une haute antiquité. Elle est entourée d'une muraille de pierre et renferme une mosquée et un bazar. Les habitants appartiennent à la tribu des Maghila. Elle domine une rivière qui se jette dans la mer, à l'est de la place, et qui sert à l'arrosage de leurs jardins et arbres fruitiers. La muraille d'Aslen est dégradée et ruinée de tous les côtés par le courant d'une rivière. Abd-er-Rahman, le souverain espagnol, s'en rendit maître, et son ministre Mohammed ibn Abi Amer el Mansour y envoya Homeid ibn Yezel[note 4] qui la rebâtit à nouveau. D'Aslen à CASR IBN SINAN "le château d'Ibn Sinan", il y a une petite journée de marche[17]."
- Venant de Tlemcen, on passe à Tafda "grande ville renfermant une nombreuse population, et située sur deux rivières... Ensuite on arrive au Casr ou "château" d'Ibn Senane l'Azdadjien, autour duquel on voit beaucoup de jardins arrosés par la rivière Kedal[18]."

Quant à Al Idrissi (ca1100/ca1165), plus sobre : "Sortant de Tlemsan, il y a une station jusqu'à Ausabe, et de là jusqu'à Casr (ou " Maisons de ") Sinan, il y a pareillement une station."(Nubiens. p. 80).

#### Aïn Témouchent
Au XIVe siècle, des tribus du groupe des Beni Ameur, d'ascendance hilalienne sont installées entre plaine de Zeidour, oued Isser et oued el Mellah, dans la région d'Aïn-Témouchent. Au siècle précédent, elles avaient été attirées dans le petit désert au sud de Tlemcen par Yaghmoracen (1206-1283), souverain de cette ville.
Une agglomération s'est-elle maintenue à l'emplacement du Casr d'Ibn Sinan jusqu'à l'arrivée des Français ? Un auteur comme Antoine Carillo l'affirme. Il est cependant permis d'en douter, pour au moins deux raisons :
- vers 1730, le Dr Thomas Shaw visite la région, et parvient aux ruines de "Sinan" : "Trente deux mille au nord-nord-est de Tlemsan, on trouve des vestiges de la grande ville de Sinan. Elle était habitée du temps d'Edrissi, qui la place à deux stations de Tlem-san[22]". Chose curieuse, il semble que le dr Shaw, d'habitude si apte à reconnaître des ruines romaines, confonde les ruines d'Albulae avec celles du Csar d'Ibn Sinan. En tout cas, il ne mentionne pas d'agglomération "en dur" habitée en ce lieu.
- le 1er décembre 1836, une colonne commandée par le général de Létang, de retour d'une mission d'approvisionnement du mechouar de Tlemcen, bivouaque au lieu d'Aïn-Témouchent, sur la rive droite de l'oued du même nom[23]. Les Beni Ameur faisant partie de la confédération de tribus qui ont proclamé Abdelkader ibn Muhieddine leur sultan, il parait douteux que l'armée aurait bivouaqué près d'une agglomération de leur dépendance.

Il est donc très vraisemblable que le nom d'Aïn-Témouchent était attaché à un lieu-dit, remarquable en cela qu'il avait une source.
Quant à la ville d'Aslen, elle a aussi attiré, vers 1730, l'attention de Shaw, qui la nomme Trans-rant : " "Après avoir laissé la rivière Tafna et l'île Acra au Sud-Sud-Ouest, on vient à une petite baye qu'on appelle communément le port d'Im-mi-sea. Il y a une tradition selon les Arabes, que c'était ici le port de Trans-rant, qui n'est plus qu'un tas de décombres à 2 milles de la mer, dans la plaine de Zi-doure. Auprès de cette ville ruinée coule un petit ruisseau, qui, après avoir arrosé le pays des Welled-Halfa, se jette dans ce port. Il faut que l'un ou l'autre de ces lieux soit l'ancienne "Camareta", placée dans "L'itinéraire" à égale distance, et du Portus Sigensis '(embouchure de la Tafna)' et du Flumen Salsum (Oued el Mellah)".
En 1518, c'est dans les environs d'Aïn Témouchent, au gué de l'Oued el Mellah, que les Espagnols installés depuis 1509 à Oran, aidés de leurs alliés provisoires, les Beni Ameur, rattraperont et tueront le Bab-Aroudj (Baba-Oruç), frère aîné des célèbres Barberousse, qu'ils poursuivaient depuis Tlemcen.
Les Beni-Ameur restèrent longtemps indépendants du pouvoir turc de la Régence, jusqu'en l'année 1805. Ils subirent cette année-là, par le bey Mohammed Mekallech, une sévère défaite au pied du Tessalah, et durent se soumettre à l'impôt.
Dans son récit de voyage, vers 1730, le Dr Shaw nous nomme les tribus de la confédération des Beni Ameur vivant dans les "plaines de Zeidour" (comme il nomme le pays entre Oued Isser, et oued el Mellah) : Ce charmant pays est arrosé d'un grand nombre de sources et de ruisseaux, et habité par deux tribus Arabes, qui se nomment les Welled Zeire et les Halfa. Ce sont ces mêmes Ouled Zeir et Ouled Khalfa que les Français rencontreront dans le Témouchentois un siècle plus tard.

### La colonisation française

#### Le temps des militaires

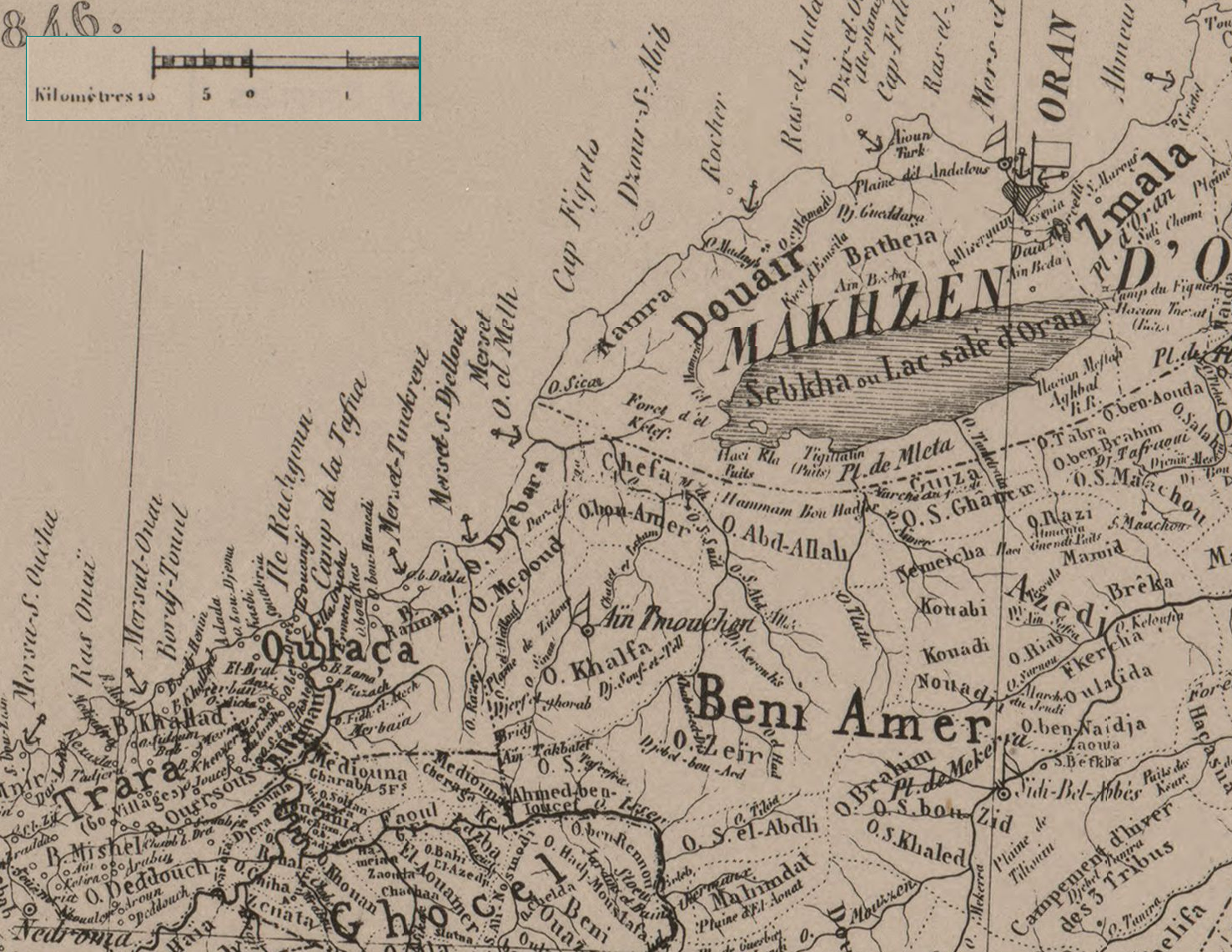
Localisation des tribus autour d'Aïn Témouchent vers 1845, d'après Carette et Warnier.

Après la prise d'Alger par la France, le 5 juillet 1830, l'effondrement du pouvoir turc dans le beylik de l'ouest ouvre une période d'anarchie, et quelques tribus, dont les Beni Amer, pallient ce désordre en élisant pour leur chef et émir Hadj Abd el-Kader dans la plaine d'Eghriss près de Mascara, le 21 novembre 1832. L'un des enjeux était la guerre sainte contre les Français, et lorsqu'en 1834, Abd el Kader fait la paix par le traité Desmichels, les Beni Amer prétendent se soustraire à son autorité en ne payant plus l'impôt, et subissent une razzia punitive des Douairs. Ils vont dès lors suivre la fortune de l'émir, qui les ménage, reconstituant leur unité que les Turcs avaient brisée, en les organisant en un seul aghalik. Cette alliance leur est d'abord favorable, la guerre épargnant leur territoire, mais à la reprise des hostilités après la rupture du traité de la Tafna, les Ouled Zeir et les Ouled Khalfa se trouvent en première ligne, et font leur soumission à la France en 1842, à l'exception de quelques tentes des Ouled Zeir qui suivent Abd el Kader sur les confins marocains.
En 1843, le 81e régiment de ligne établit un poste fortifié à Aïn-Témouchent, situé à mi-étape entre Oran et Tlemcen. La reprise des hostilités en 1845 va concerner la région d'Aïn Témouchent par deux épisodes militaires bien contradictoires :
- Le 28 septembre 1845, quelques jours après la défaite du colonel de Montagnac à Sidi Brahim, une colonne de 200 hommes envoyée de Tlemcen pour renforcer le camp d'Aïn Témouchent et l'approvisionner en munitions, encerclée par les cavaliers d'Abd el Kader, se rend sans combat, près des marabouts de Sidi Moussa, quelques kilomètres au sud d'Aïn-Témouchent[28]. Les prisonniers sont conduits au Maroc et y rejoignent les rescapés de la bataille de Sidi-Brahim. La plupart des hommes de troupe rescapés (260) sont assassinés sur ordre de Moustapha Ben Tamy, khalifa et beau-frère de l'émir, la nuit du 25 avril 1846[29].
- Le lendemain, Abd el Kader tente d'obtenir la reddition de la redoute d'Aïn Témouchent, mais la ruse du capitaine Safrané, qui commande le poste, ou d'autres motifs de ne pas persister dans son projet, lui font lever le camp[note 6]. Safrané, qui ne dispose que de 65 hommes du 15e léger et quatorze civils, et soixante cartouches par homme, fait braquer des charrues simulant une artillerie[30]. Une plaque en marbre en conservait le souvenir à Aïn Témouchent[31].

#### Le temps des civils

Le blason de la commune pendant la période coloniale française.

Puisque cette ville a connu et a hébergé de grands hommes tels que l'émir Abd El-Kader, Rabah Bitat, le cheikh El Bachir El Ibrahimi, le colonel Otmane, et les martyrs Larbi Bendjerid, Ahmed Ammour, les frères Benfissa, Salah Chouiref, le commissaire politique Abid Djelloul qui fut tué au maquis par l'armée française convaincu de la libération du pays, Abid Djelloul activera dans la zone 3, où il a participé dans plusieurs opérations commandées. Bon trilingue (arabe : araben, algérien et français), il fut aussi chargé d'organiser les premiers maquis dans la région témouchentoise aux côtés de Bouha Habib (un des membres du groupe des 17, ou le groupe de Sidi Kacem, qui déclenchera la révolution, le 1er novembre 1954, dans le Temouchentois), Ouriachi Mohamed, Bendjerid Larbi et Boudiab Djelloul. Son rôle de commissaire politique fut effectif et connu de tous.
Après son allocution radio-télévisée du 4 novembre 1960, où il annonce son choix pour une « Algérie algérienne », et laisse échapper une phrase sur « ...la République algérienne, laquelle existera un jour », le général de Gaulle entreprend un voyage de six jours en Algérie pour préparer le référendum sur l'autodétermination prévu pour janvier 1961. Son voyage, qui doit s'effectuer uniquement dans de petites villes, commence le 9 décembre 1960 à Aïn-Témouchent : l'accueil des Européens est très bruyamment hostile, aux cris de « A bas de Gaulle », « Algérie française », l'unique banderole « Vive de Gaulle » tendue à travers la rue par le conseil municipal est arrachée, et devant les clameurs de la foule, de Gaulle ne peut que s'entretenir à la mairie avec le conseil municipal, puis avec 140 officiers en service dans la région. Au sortir de la mairie, il franchit avec ses gardes du corps les premiers rangs de la foule hostile pour atteindre, derrière, le groupe des musulmans qui l'acclament aux cris de « Vive de Gaulle » et « Vive l'Algérie algérienne ».
De Gaulle à Ain Témouchent le 9 décembre 1960 accueillis par les Algériens armés de banderoles scandant « Vive De Gaulle ! » tandis que des Européens en colère clament « Algérie française ! ». contrairement à la légende diffusée aujourd'hui en Algérie disant que le général avait été cospué à Témouchent par les musulmans ce fut le contraire Cette première rencontre donna la tonalité de tout ce voyage : hostilité des Français d'Algérie, qui avait été symbolisée par la rupture du maréchal Juin avec de Gaulle dès le 5 novembre, et main tendue aux musulmans. Le voyage fut écourté d'une journée en raison des dérapages de manifestations de masse musulmanes favorables à l'indépendance que le contexte du voyage avait permises à Alger et dans d'autres grandes villes dès le 11 décembre.
L'équipe de football d'Aïn Temouchent remporta en 1954 face à l'équipe de l'USMOran la Coupe d'Afrique-du-Nord. La ville a été reconnue comme ayant été un exemple plus ou moins réussi de transmission pacifique de l'autorité militaro-administrative française à l'autorité publique algérienne en juillet 1962 (l'on n'eut à déplorer que des morts civils, « un Européen et un Algérien »).
Cérémonie passation des pouvoirs le 3 juillet 1962 vrai jour de l'Indépendance à la tribune sous-préfet et maire français avec les autorités locales FLN/ALN. Après 12 h les couleurs furent changées sur les bâtiments publics, mairie, sous-préfecture, écoles, bureaux de postes etc. sans incidents.alors qu'à Oran le 5 juillet des incidents tragiques se traduisirent par un massacre d'Européens en présence de l'armée française consignée dans ses cantonnements /3 juillet 1962.
En 1955, la ville comptait 25 250 habitants dont deux-cinquièmes d'Européens. Avant le départ des Européens en 1962-1963, Ain Témouchent connu pour son agriculture diverse et diversifiée, fournissait à la France et à la Russie, 55 % de sa production vinicole. Cette production est désormais insignifiante.
Durant la colonisation française, les colons détenaient dans l'arrondissement d’Aïn Temouchent 65 % des terres agricoles sur 1 100 exploitations (dont 89 % du vignoble), et les musulmans 35 % sur 4 270 exploitations (dont 11 % du vignoble).

### Temps présent
Le 23 décembre 1999, un tremblement de terre — 5,8/10 sur l'échelle de Richter — a détruit une bonne partie de la vieille ville. Un prêt de 83,5 millions de US dollars consenti par la banque mondiale au gouvernement algérien, a permis la reconstruction rapide de la ville, parmi les mieux aménagées d'Algérie : une ville nouvelle, un hôpital, un jardin public d'un hectare, ont été réalisés et inaugurés en décembre 2003.

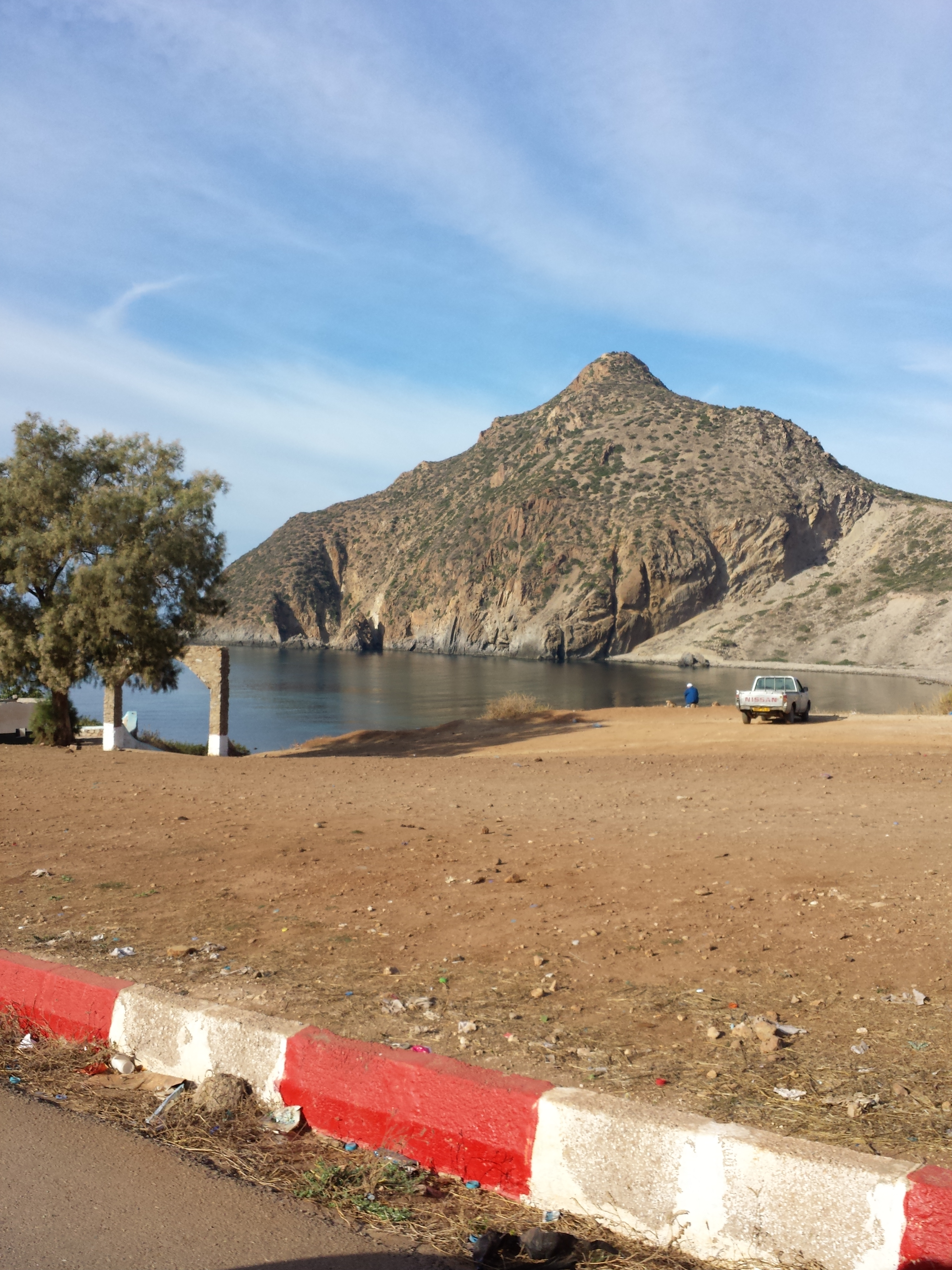
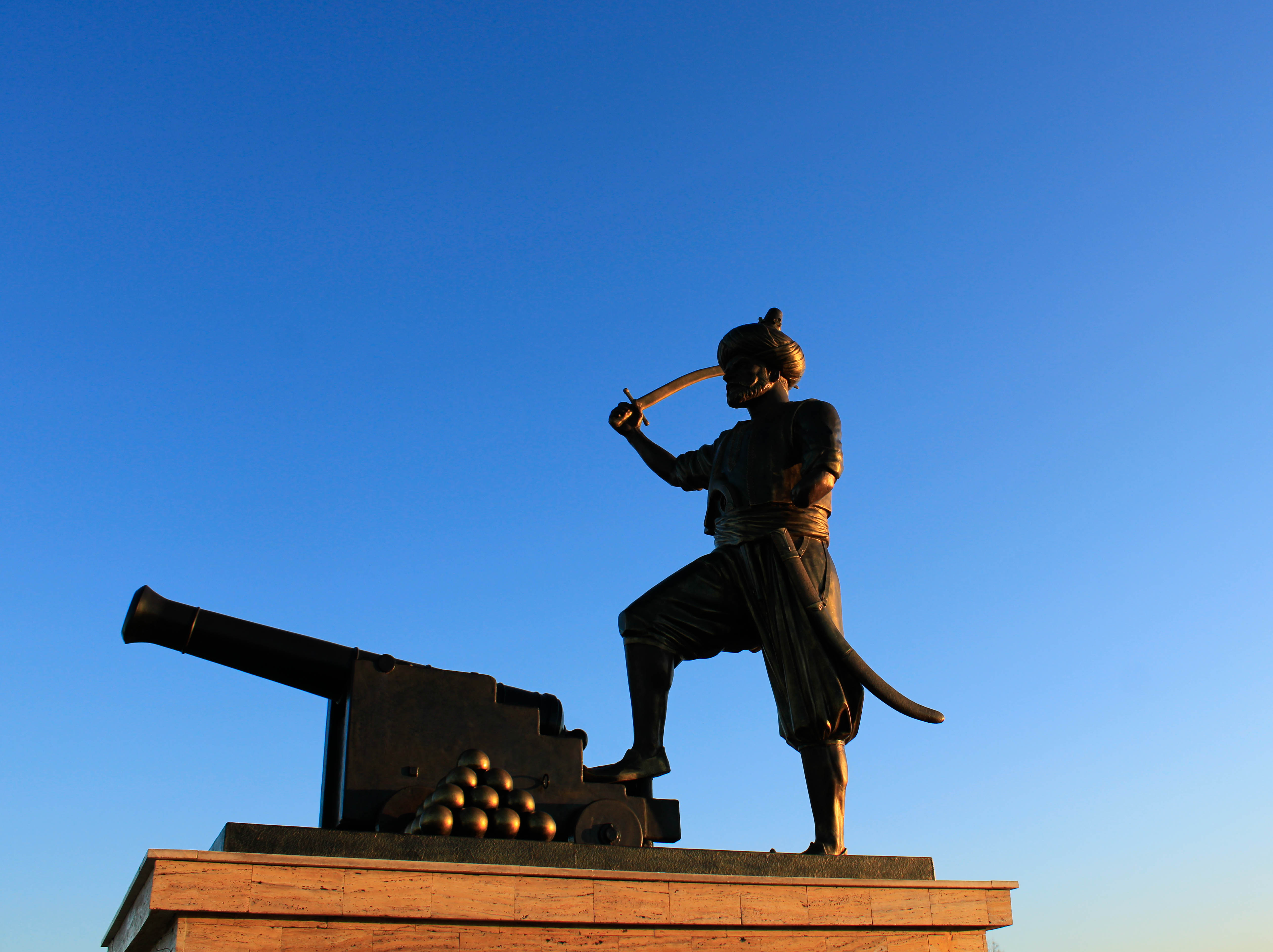
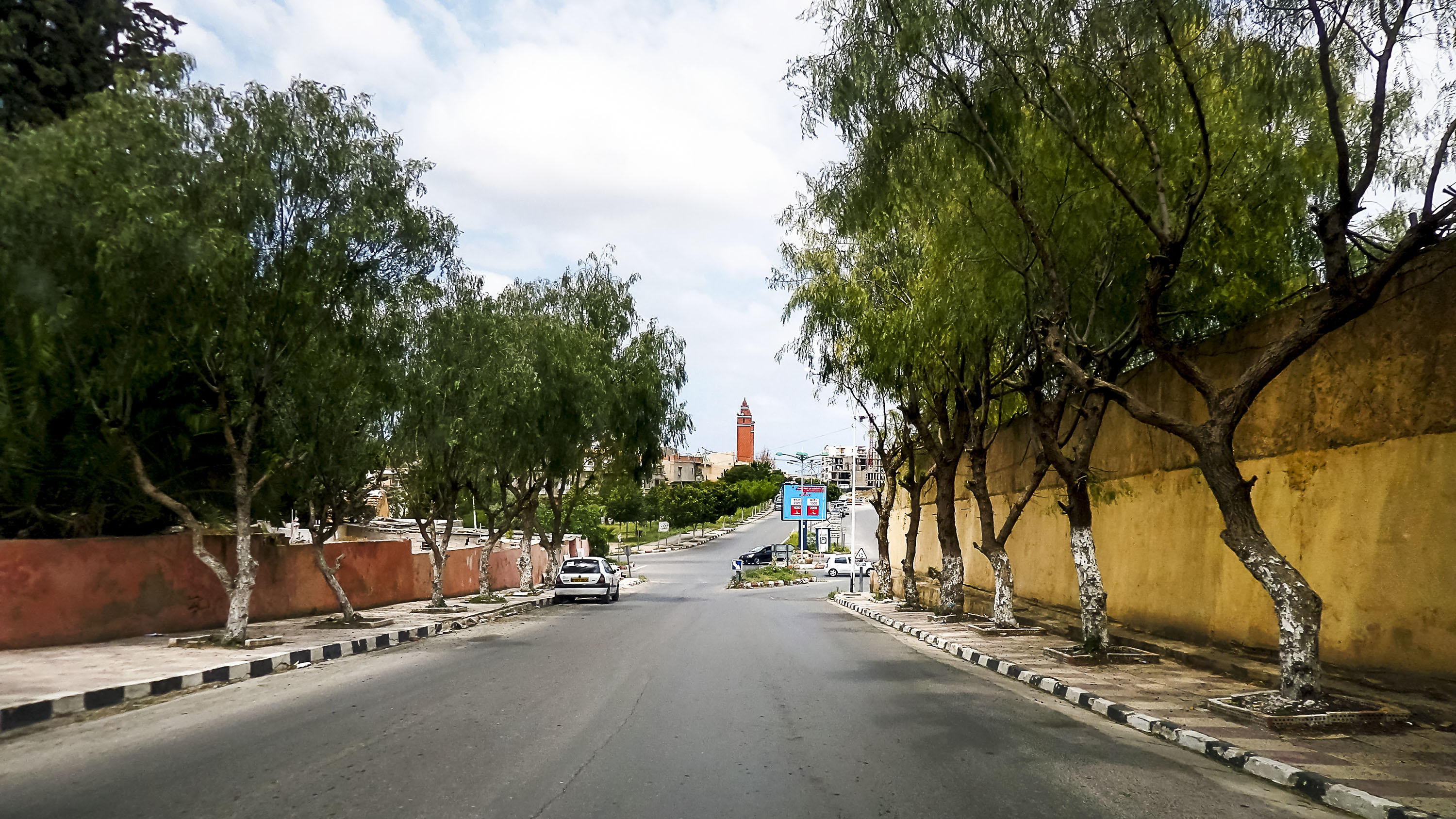
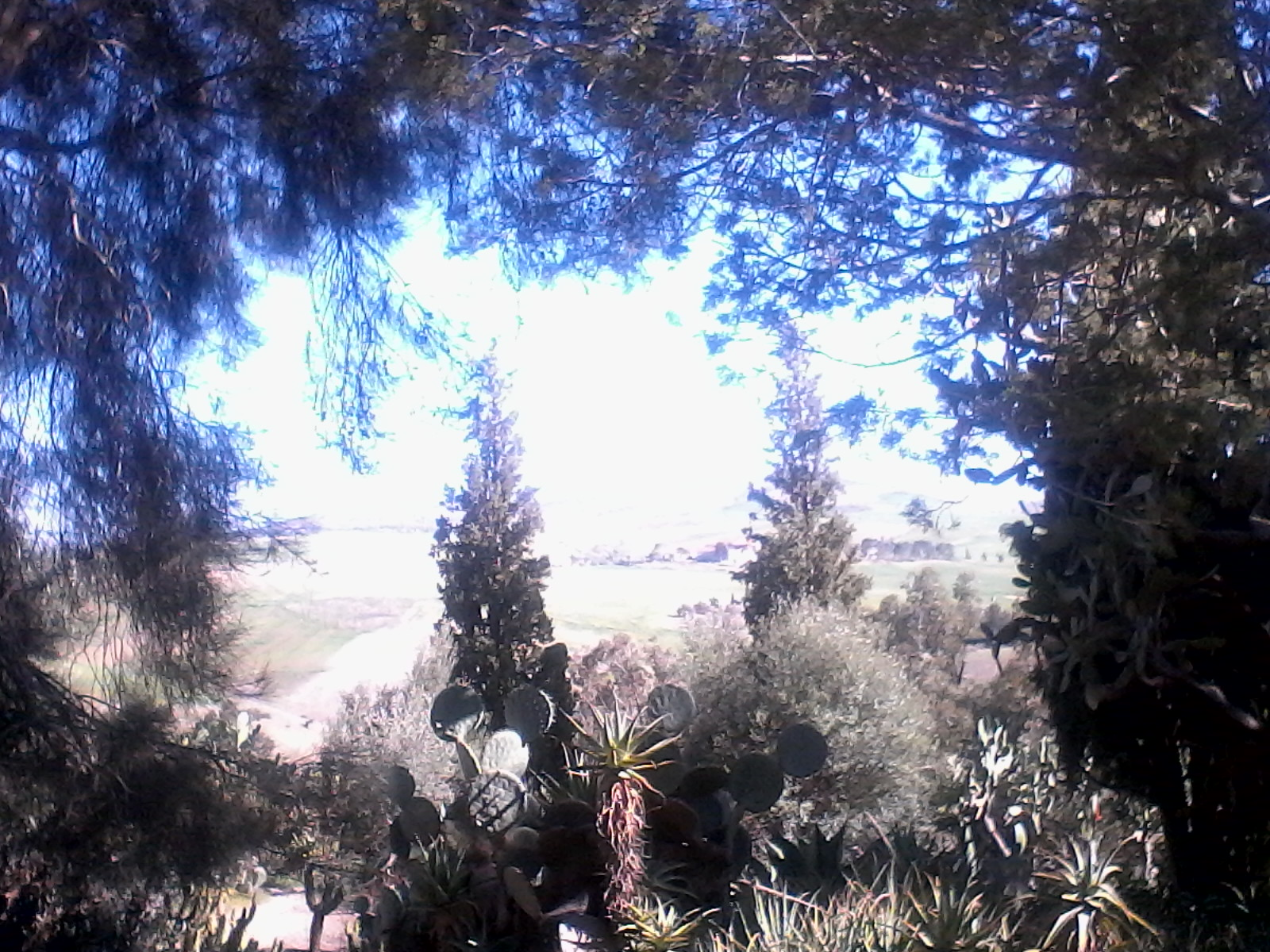

### Histoire administrative
La ville d'Aïn-Témouchent a été, de 1874 à 1956, le chef-lieu de deux collectivités territoriales distinctes : la commune de plein exercice d'Aïn-Témouchent, et la commune mixte d'Aïn-Témouchent. Cette originalité trouve son explication dans l'histoire de l'occupation de cette petite région. Aïn Témouchent est fondé comme poste militaire en 1843, et le territoire qui l'entoure est administré militairement depuis le poste, où réside l'officier chargé des affaires arabes.
Lors de l'extension du territoire civil du département d'Oran en 1860, qui prend en compte la multiplication des centres de colonisation dans la province d'Oran, il est créé un district d'Aïn Témouchent administré par un commissaire civil, mais le décret qui l'établit réserve expressément l'administration des tribus et fractions de tribus y résidant aux militaires. Puis, en 1865, à l'occasion d'une nouvelle délimitation « du territoire civil de la province d'Oran formant le département d'Oran », les territoires occupés par les Ouled Zeir, les Ouled Khalfa et une fraction des Douairs sont distraits de la circonscription du district d'Aïn-Témouchent, et restent administrés par l'autorité militaire.
Ces deux fractions de territoire seront à l'origine de la commune de plein exercice et de la commune mixte d'Aïn-Témouchent.

#### La commune de plein exercice d'Aïn-Témouchent
Le district d'Aïn Témouchent, tel qu'il était délimité en 1865, est érigé en commune de plein exercice du nom d'Aïn Témouchent le 27 janvier 1869, sur un territoire de 16 407 hectares, et comprend : Aïn Témouchent (centre de population fondé en 1851), et trois annexes constituées de la section de commune d'Aïn Khial et El Bridge, de la section de commune de Rio-Salado, Terga et Er-Rahel, et de la section de commune de Aïn el Arba et M'leta.
Les sections étant érigées à leur tour en communes de plein exercice, respectivement Aïn el Arba en 1870, Rio-Salado en 1884 et Aïn Khial en 1887, la commune d'Aïn Témouchent se trouve réduite à un territoire de 3 741 hectares.
Ce territoire va s'accroître au cours du XXe siècle, par plusieurs agrandissements au détriment de la commune mixte (surface totale de 7 600 hectares en 1952).
En 1963, une réforme administrative réduit le nombre de communes d'Algérie de 1485 à 676, et la commune d'Aïn Témouchent s'agrandit pour quelques années du territoire de la commune de Chentouf.

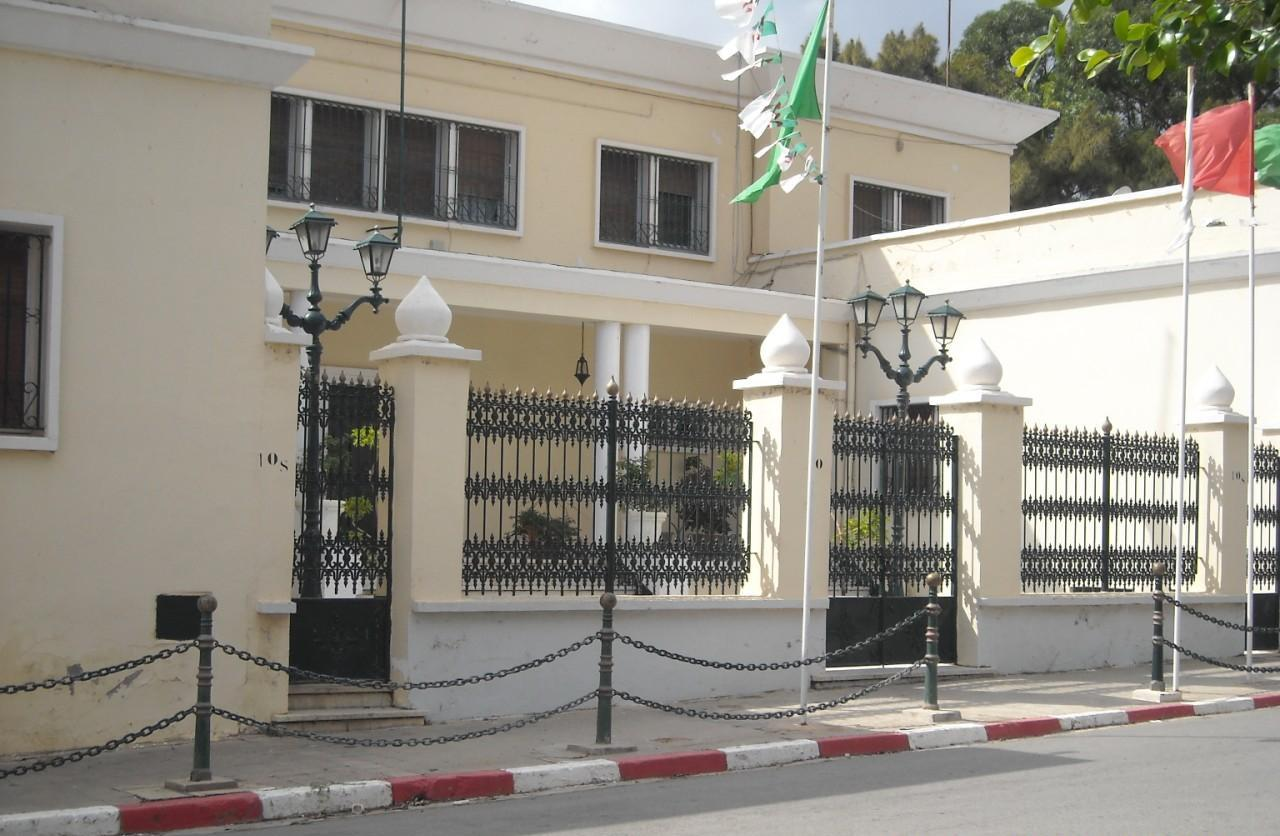
L'ancienne sous-préfecture, en 2009.

La commune accède en 1955 au rang de sous- préfecture, et en 1984 devient chef-lieu de wilaya.

#### La commune mixte d'Aïn Témouchent
La IIIe république va manifester une extrême méfiance à l'égard de l'administration militaire, et organiser, au moins dans la zone tellienne, les territoires militaires en communes mixtes, administrées directement par un corps d'administrateurs civils, fonctionnaires dépendant du préfet ou du sous-préfet.
La commune mixte d'Aïn Témouchent est instituée par arrêté du 23 septembre 1874 et comprend à l'origine les deux centres de population européenne de Chabat el Leham et Hammam bou Hadjar et les dix douars de Sidi bou Amoud, Sidi ben Adda, Sidi Daho, Aoubellil, Aghlal, Souf el Tell, Oued Berkèche, Oued Sebbah, Bou Hadjar et Sidi Bakhti, sur un territoire d'environ 167 000 hectares. Au cours de son histoire, d'autres centres de population, et de nouvelles communes de plein exercice, se créeront en son sein, des fractions de douar, ou des douars entiers seront absorbés par les communes voisines, et elle sera dissoute en 1956 comme les autres communes mixtes, pour laisser place à des communes de droit commun. Les communes issues de son ancien territoire sont comprises dans la wilaya d'Aïn Témouchent, à l'exception de Sidi Daho des Zairs, passé dès le début du XXe siècle dans l'orbite de Sidi bel Abbès.
D'après Louis Rinn, les populations de cette commune mixte sont à l'origine trois tribus dépendant de l'aghalik des Douairs : Ouled Bouameur à Bou Hadjar, Ghamra à Sidi Bakhti, Douair à Oued Sebbah, et trois tribus de la « confédération » des Beni Amer : Ouled Abdallah à Oued Berkèche, Ouled Khalfa à Sidi ben Adda et Sidi bou Amoud, Ouled Zeïr à Souf el Tell, Aghlal, Aoubellil et Sidi Daho.

## Administration et politique
Aïn Témouchent est le chef-lieu de la wilaya d'Aïn Témouchent, c'est un centre administratif et commercial de moyenne importance avec une couverture universitaire et d'enseignement très développée.

## Économie

### Tourisme
Elle possède, à moins de douze kilomètres, plusieurs stations balnéaires tel que Rachgoun (centre de vacances), Plages de Madrid, Beni Saf, Terga, Sassel, Oued El Hallouf, Sebiates, Bouzedjar. Magnifique côte sur la Méditerranée étendue sur 80 km (prolongement de la côte oranaise).
Des sources thermales (Hammam Bouhadjar et son complexe hôtelier et Thermal, zone anciennement volcanique).
Enfin, cette région offre de beaux paysages alternant les plaines, les plateaux pierreux, les hautes collines, des montagnes, des vallées (bassin de la Tafna et d'El Malah ex-Rio Salado qui a gardé tout son charme, etc.) et la mer.

## Patrimoine

### Antiquités témouchentoises

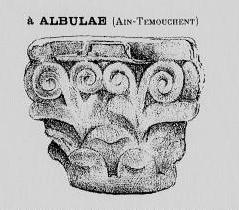
Chapiteau du temple de la déesse Maura conservé au musée d'Oran.

Les éléments antiques les plus importants retrouvés à Aïn-Témouchent sont conservés au musée Ahmed Zabana d'Oran (ex-musée Demaeght). Il convient de signaler deux chapiteaux assez rustiques, dits de la déesse Maura, découverts en 1893 dans le terrain où fut exhumé, en 1888, le document épigraphique commémorant la restauration en 300, sous les règnes des empereurs Dioclétien et Maximien, du temple de la déesse Maura à Albulae. Ce document avait permis de situer formellement Albulae à Aïn-Témouchent.
Une stèle chrétienne du Ve siècle provenant d'Albulae a servi de première pierre à la construction de la chapelle de Santa Cruz à Oran (3 mai 1959).
Un musée régional, portant sur les périodes numide et romaine, est en projet, et devrait regrouper les antiquités provenant de la région qui sont dispersées dans d'autres musées.

### Patrimoine onomatiqhue
Le nom antique d'Aïn Témouchent est conservé dans la tradition catholique : un siège titulaire attribué à un évêque sans diocèse porte le nom d'Albulae. Son titulaire actuel est l'évêque auxiliaire de Curitiba, au Brésil.

## Personnalités

### Algérie coloniale
- Louis Miquel (1913-1987), architecte urbaniste et décorateur de théâtre,
- Pierre Marodon (1873-1949), réalisateur,
- René Enjalbert (1890-1976), député, sénateur,
- André Chouraqui (1917-2007), écrivain, traducteur de la Bible,
- Marie-Françoise Collière (1930-2005) enseignante en soins infirmiers à l’École internationale d’enseignement infirmier supérieur (EIEIS) de Lyon, historienne,
- Bellemou Messaoud (1947-), trompettiste, il permit la modernisation de la musique Raï,
- Christian Lopez (1953-), footballeur,

### Algérie indépendante
- Mohamed Abed Bahtsou (1985-), footballeur algérien ;
- Saïd Benrahma (1995-), footballeur international ;
- Mustapha Boussaid (1981-), footballeur algérien ;
- Cheb Nasro (1969-), chanteur de raï ;
- Hamid Merakchi (1976-2024), footballeur international ;
- Samia Manel Bezzeghoud (1993-), chanteuse et musicienne.